# Cerithium menkei
Cerithium menkei är en snäckart som beskrevs av Carpenter 1857. Cerithium menkei ingår i släktet Cerithium och familjen Cerithiidae. Inga underarter finns listade i Catalogue of Life.